# Tajch Rozgrund
Rozgrund je tajch v Štiavnických vrších na Slovensku.

## Historie
Projekt nádrže vypracoval Samuel Mikovíni v roce 1741. V letech 1743-44 byla stavba pod jeho vedením zrealizovaná. Až do vybudování přehrady Meurad v Alžírsku v letech 1855-59 byl tajch Rozgrund považován za nejodvážnější vodní nádrž na světě. Tím se vlastně potvrdila technická vyspělost jeho realizátora.
I plnění nádrže bylo důmyslným způsobem řešeno z převážné části z cizího povodí, vybudovanými přívodními stružkami. Rozgrundským (západním) náhonem v původní délce cca 1900 m a Schönlindenskými strouhami v původní délce cca 1500 m z plochy povodí cca 3,5 km2. Dále byla voda přiváděna z vlastního povodí Teplého potoka jako hlavního přítoku a z vedlejších přítoků (původní štoly Rafael) ze západní části nádrže, z jižní části ze štoly Roxner Ignác a z dalších dvou horských bystřin z východní části nádrže z plochy cca 1,5 km2.

## Technické využití
Z titulu objemu vodní nádrže, plochy povodí a odběru vody prostřednictvím regulačních systémů, rozdělovacími objekty na přítokových a náhonných jarcích byla srážková voda v maximální míře využita po celý rok na pohon důlních a úpravárenských zařízení. V době nadměrných srážek byl odběr vody z převážné části prováděn ze sběrných přítokových struh přes rozdělovací objekty přímo do náhonových struh přivádějících vodu k důlním a úpravárenským zařízením, přičemž byl odstaven odběr vody z nádrže. Současně zvýšená srážková činnost ve vlastním povodí byla využívána na doplňování nádrže. Ještě důmyslněji byla využívána voda, která nejdříve poháněla důlní strojní zařízení, zejména čerpací stroje a následně dále spolu už i s nepoužívanými důlními vodami na vybudovaných několika spádech ve Vyhnianské dolině poháněla ještě strojní úpravárenská zařízení (stoupy, splavy apod.). Příkladem je rok 1768, kdy v šachtě Leopold v Bankách byly postaveny Karolem Jozefem Hellem dva vodosloupcové čerpací stroje, kterými se vyčerpávala voda z hloubky 99,2 m. Pohonná voda byla přiváděna vrchním náhonovou strouhou z výpustního systému tajchu. Každý z nich mohl spotřebovat cca 2300 m3/ 24 h vody, aby ze zmiňované hloubky vyčerpal cca 1300 m3/ 24 h. Vyčerpaná důlní voda spolu s vodou již jednou použitou poháněla nejen stupy Hoferštôlnianského těžařství, ale na vybudovaných spádech ve Vyhnianské dolině i další stoupy z jiných těžařství.
Pro plynulejší zásobování vodou zmíněných čerpacích zařízení v šachtě Leopold byla na konci náhonné stružky vybudována menší nádrž, která se nacházela na vyvýšeném místě vzhledem k ohlubni šachty. Tím se dosáhlo větší spádové výšky a tím i následně zvýšeného výkonu čerpadel. Jelikož zmíněný systém čerpání vody ze šachty Leopold si vyžádal větší množství vody, bylo třeba zvýšit objem vody v nádrži Rozgrund. Tento problém vyřešil Jozef Lill, jeden z bývalých úspěšných žáků Samuela Mikovíniho, když navrhl a vypracoval projekt zvýšení hráze o jeden sáh (cca o 2 metry). Tím se výrazně zvýšil objem nádrže a tím i prodloužila doba čerpání vody. V 19. stol. se již voda několikrát využitá ve Vyhnianské dolině k pohonu úpravárenských strojních zařízení využívala i u Vyhní ve Staré štole Antona Paduánského, kde poháněla vodosloupcový stroj na čerpání vody. Poháněcí voda v množství 0.410 m3/ min. dosáhla při spádové výši 44 m výkonu 4 HP, což postačilo na vyčerpání 0.145 m3 vody za minutu.
Kromě vrchní náhonné stružky - ze šachty Leopold byla vybudována i spodní - ze šachty Karol, která byla propojen s vrchní strouhou tzv. regulačním výpustným systémem, který umožňoval dodávat vodu v potřebném množství pro pohon zejména úpravárenských zařízení v šachtě Karol v Bankách. Využitá voda odtékala do Vyhnianského potoka, kde byla znovu používána na zmíněná zařízení.
Po ukončení hornické činnosti v Rozgrundu, na Bankách a ve Vyhních voda z tajchu Rozgrund sloužila pro potřeby továrny Karola Kachelmanna ve Vyhních a také jako zdroj pitné vody pro Banskou Štiavnici.

## Současnost
Změny správců tajchů, když některé přešly pod místní správu, některé pod podnik Vodáren a kanalizací a některé zůstaly ve správě podniku, prohloubily úpadek péče o jednotlivé nádrže. Výsledkem dalšího hledání optimálního správce bylo rozhodnutí, že od roku 1981 se stal správcem vodárenské nádrže Rozgrund podnik Povodí Hronu v Banské Bystrici, v současnosti odštěpný závod Povodí Hronu spadající pod Slovenský vodohospodářský podnik Banská Štiavnica, který je v současnosti správcem.
V důsledku přechodu správcovství došlo k zásadní změně v pohledu a v přístupech k zachování a obnově nádrže. V letech 1985-86 byl proveden inženýrskogeologický průzkum hrázového tělesa se zabudováním piezometrických a hydropedologických vrtů na sledování režimu proudění podzemních vod hrází a podložím. V letech 1986-87 byla provedena rekonstrukce části bezpečnostního přepadu, na přítoku Teplého potoka do nádrže byl zabudován limnigraf. V letech 1987-89 byl vyčištěn Schönlindenský přívod a zpřístupněno cca 20 m štoly dnové výpusti. V roce 2004 byla provedena rozsáhlá rekonstrukce hrázového tělesa a výpustního systému.

## Dokumentace přehrady hráze
Tvar příčného profilu.
- Základní rozměry:
  - Výška hráze 30,20 m
  - Šířka hráze 6,00 m
  - Délka hráze 125,00 m
  - Kóta koruny hráze 706,20 m n. m.

Typ přehrady: zemní hráz - heterogenní, budovaná ze suťových hlín uspořádána na způsob jaderného těsnění.
Hráz se skládá z 5 částí:
- Z těsnicího tělesa - z dusaného jílu a hlíny
- Z násypu zeminy na návodní straně
- Z násypu zeminy na vzdušné straně
- Z opevnění lomovým kamenem na návodní straně
- Z kamenné patky při vzdušném svahu hráze

Opevnění:
- Návodní svah - ve sklonu 1: 1,5 - 1: 1,7 opevněn kamennou dlažbou
- Vzdušný svah - ve sklonu 1: 1,25 - 1: 1,75 obložený travním drnem
- Koruna hráze: travní porost

## Základní parametry nádrže
Hydrologické údaje:
- Plocha povodí: Teplý potok 1,40 km2, Teplý potok + strouhy 3,25 km2
- Dlouhodobý průměrný průtok: a, 0.019 m3/ s; b, 0.043m3/ s
- Průměrný úhrn srážek: 750 mm

Hladiny v nádrži:
- Min. provozní hladina 693,00 m n. m.
- Max. provozní hladina 705,00 m n. m.
- Max. dovolená hladina 705,80 m n. m.

Objem nádrže:
- Stálý objem Vs= 87 247 m3
- Zásobní objem Vz= 445 192 m3
- Retenční objem Vr= 43 281 m3
- Celkový objem Vc= 575 720m3

Efekty nádrže: Zabezpečení pitné vody do úpravny vody -StVak-u/ Qmax= 14 l / s